# 大悲禅院
大悲禅院又名大悲院，是一座位于中国天津市河北区天纬路40号的佛教寺院，亦是天津市最大的佛教寺院，占地面积为4.2万平方米。大悲禅院始建于清朝顺治年间，几经修葺扩建，现包括大雄宝殿、天王殿、大悲殿、地藏殿等建筑。其中大雄宝殿内珍藏有从魏晋到明清各代的佛、菩萨造像几百尊。目前，大悲禅院是天津市文物保护单位和特殊保护等级历史风貌建筑，也是汉族地区佛教全国重点寺院之一。现任方丈为智如法师。

## 历史

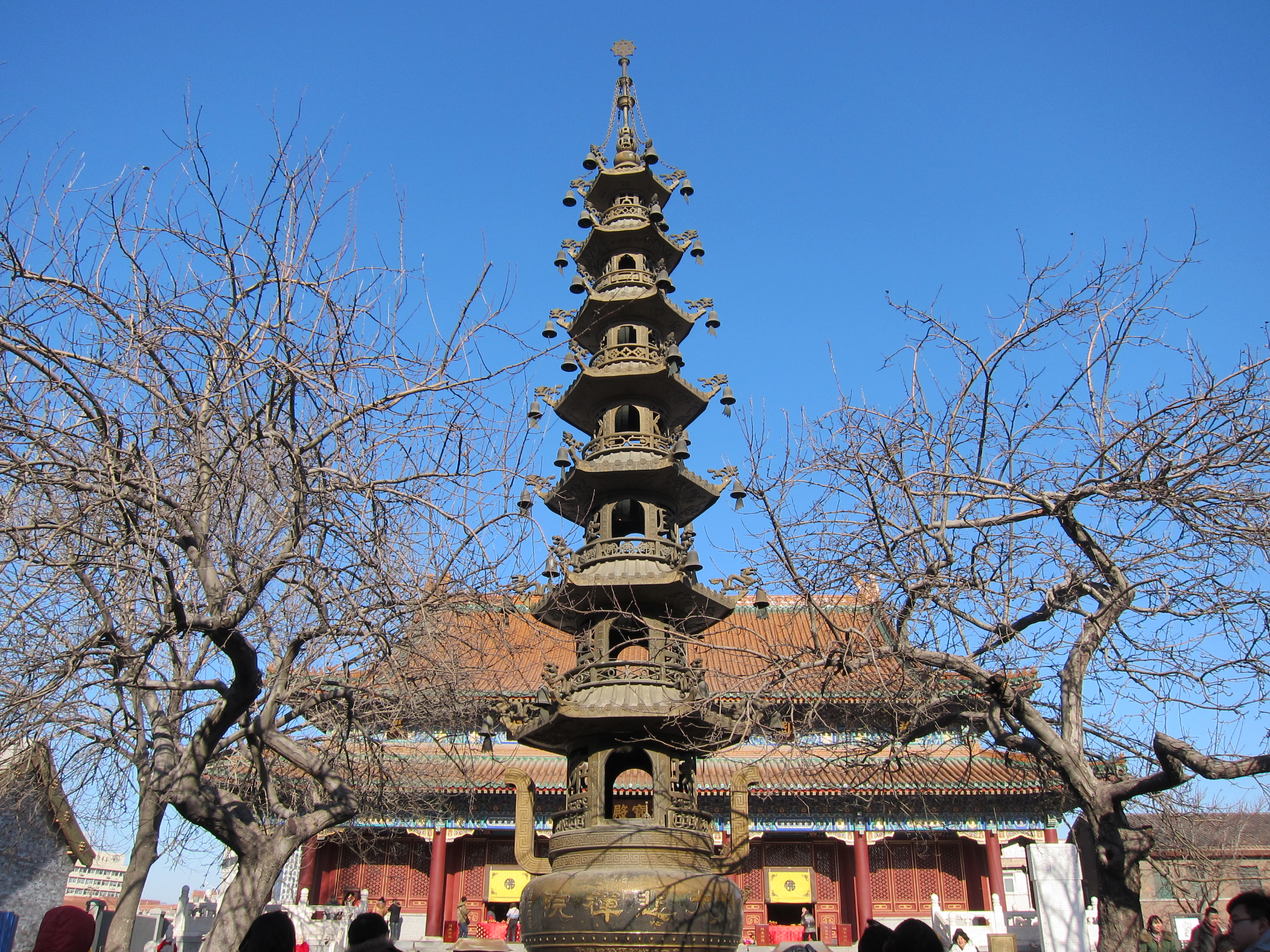
2000年建成的大雄宝殿

大悲禅院始建于清朝顺治十五年至十六年（公元1658年至1659年）期间，由当时的天津守备曹斌捐资修建，当时命名为“大悲院”，后改名为“大悲禅院”。清朝康熙八年（1669年）扩建，鼎盛时期占地面积为五十六亩。清乾隆三十五年（公元1770年），大悲禅院住持了凡上人重修大悲禅院。清同治十一年（公元1872年），直隶总督李鸿章改寺名为大胜寺并修建五层镇海楼。1940年，大悲禅院进一步扩建。1942年，天津佛教界邀请高僧天台宗四十四世祖釋倓虚大师来天津主修扩建全寺。五年中在原大悲禅院的东侧陆续建成天王殿、大雄宝殿、大悲殿和东西配殿等建筑，这些建筑和新建的园林总面积达八千多平方米。1945年，大悲禅院住持等慈法师请来玄奘法师顶骨至寺内供奉。
中华人民共和国成立后的1954年，天津市人民政府拔款重新为佛殿廊房进行油饰，并增修寺院四周的山墙和寺中的寮房。时任天津市文史馆馆长王襄为大悲禅院题写篆文“古剎大悲禅院”六字镌刻于山门之上。1956年，居士龚望先生向当时寺主惠文法师提议而专设弘一大师纪念堂以纪念弘一法师，堂内原供奉一座约一米高的弘一法师盘膝端坐铜像。1957年，原大佛寺中的释迦牟尼佛、药师佛、阿弥陀佛三尊铜像移至大悲禅院的大雄宝殿内。文化大革命期间中，大悲禅院遭到严重破坏。1980年，天津市人民政府对大悲禅院开始进行修复工作并重新雕塑全堂佛像。1982年，天津市政府拨款，再重修大悲禅院，增修新山门，并列为市级文物保护单位。 1983年，经中华人民共和国国务院批准，大悲禅院被设为中华人民共和国全国重点开放寺院。1986年，大悲禅院正式对公众开放。1995年，天津市人民政府在大悲禅院中轴线东侧建立两幢二层方丈楼和一幢天津市佛教协会办公楼。2000年，新大雄宝殿建成，殿内供奉三尊缅甸玉佛。2003年，大悲禅院进行扩建并纳入天津市人民政府海河开发的项目。

## 馆藏
大悲禅院院内现包括大雄宝殿、天王殿、大悲殿和地藏殿等建筑。其中大雄宝殿正中供奉有明代铜制释迦牟尼像，铜像下为千佛莲花底座，整个铜像高五米，重六吨，为国家二级文物。念佛堂供奉有唐代铜铸毗卢遮那佛造像。此外，大悲禅院内还珍藏有数百件不同朝代时期的铜、木、石、玉雕、泥塑佛像以及龙、狮、虎、豹、鸾凤、车、棺、碑等雕塑文物。另外，大悲禅院院内原来还藏有1945年由南京请来专设纪念堂供奉的唐代高僧玄奘法师的顶骨舍利，但1956年该顶骨舍利被送往印度那烂陀寺遗址供奉。

## 历代主持
- 世高(1657年至1700年)
- 了凡
- 节和中公
- 学文
- 祥麟
- 禹山
- 倓虚
- 等慈
- 慧闲
- 惠文
- 深山
- 宝菡[6]

## 參閱
- 莲宗寺